# ليونيداس أرجيروبولوس
ليونيداس أرجيروبولوس (29 مايو 1990 بكورنث في اليونان - ) هو لاعب كرة قدم يوناني في مركز الظهير. شارك مع منتخب اليونان تحت 21 سنة لكرة القدم. أما مع النوادي، فقد لعب مع نادي أبولون سميرني ونادي أستيراس تريبوليس ونادي بلاتانياس وPanionios G.S.S. ‏.

## وصلات خارجية
- ليونيداس أرجيروبولوس على موقع قاعدة بيانات كرة القدم.إي يو (الإنجليزية)
- ليونيداس أرجيروبولوس على موقع Soccerway.com (الإنجليزية)